# Titularbistum Barbalissus
Barbalissus (ital.: Barbalisso) ist ein Titularbistum der römisch-katholischen Kirche.
Es geht zurück auf einen untergegangenen Bischofssitz in der antiken Stadt Emar, die in der römischen Provinz Syria Coele bzw. in der Spätantike Syria Euphratensis lag. Der Bischofssitz war der Kirchenprovinz Hierapolis Bambyke zugeordnet.
| Titularbischöfe von Barbalissus |                              | |                   |                  |
| Nr.                             | Name                         | Amt | von               | bis              |
| 1                               | Paul-Léon Ferrant CM         | Apostolischer Koadjutorvikar von Jiangxi, Apostolischer Vikar von Apostolischer Vikar von Jiangxi (Kaiserreich China) | 27. Juni 1898     | 5. November 1910 |
| 2                               | Maurice-François Ducoeur MEP | Apostolischer Präfekt von Kuamsi, Apostolischer Vikar von Kuamsi (Kaiserreich China/Republik China)                   | 22. Dezember 1910 | 10. Juni 1929    |
| 3                               | Thomas James Wade SM         | Apostolischer Vikar von Nord-Salomonen (Territorium Neuguinea/Territorium Papua und Neuguinea)                        | 3. Juli 1930      | 30. Januar 1969  |